# Bürgermeisterstraße 4 (Lutherstadt Wittenberg)

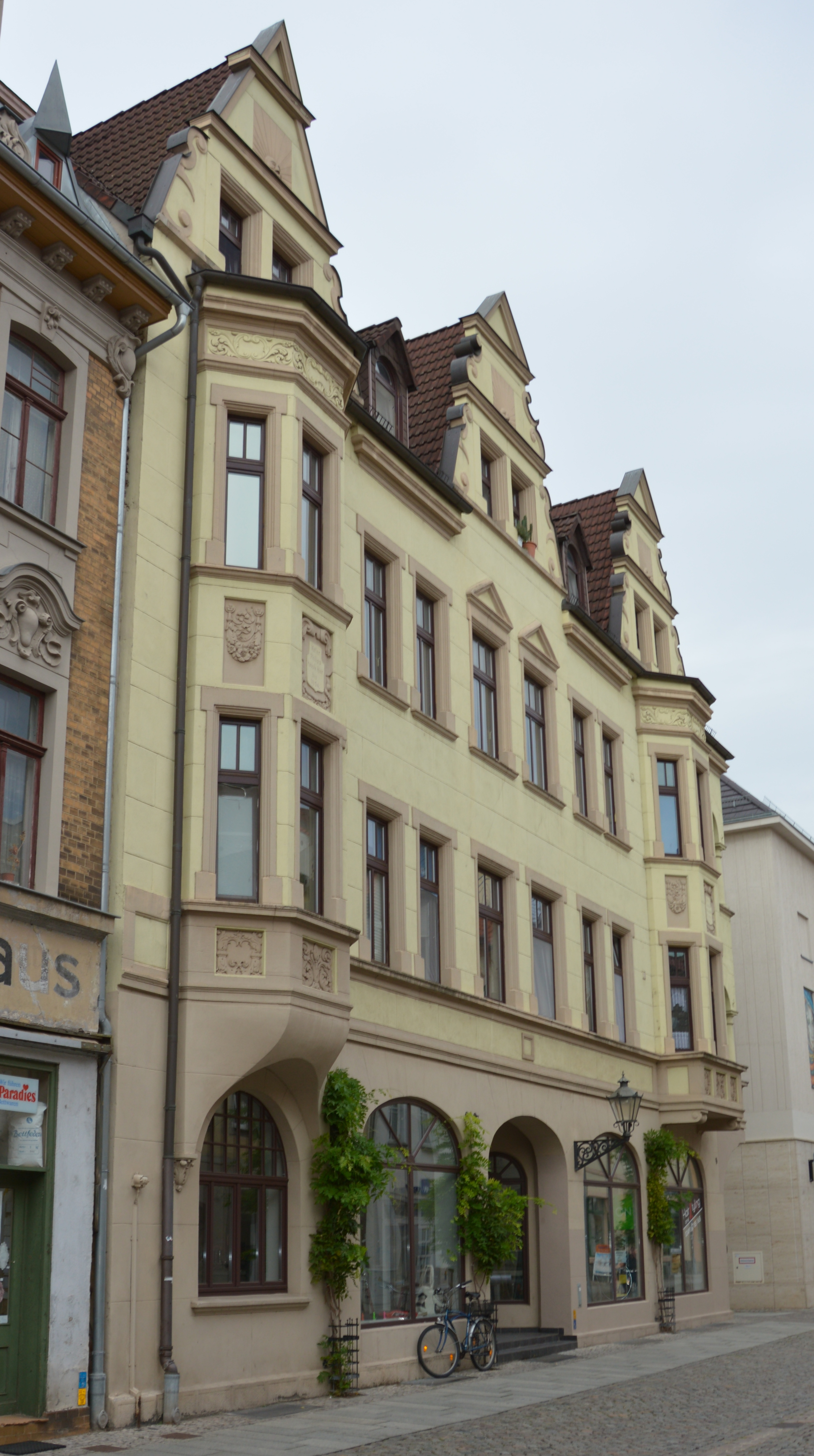
Haus Bürgermeisterstraße 4

Das Haus Bürgermeisterstraße 4 ist ein denkmalgeschütztes Gebäude in der Lutherstadt Wittenberg in Sachsen-Anhalt.

## Lage
Es befindet sich im nördlichen Teil der Altstadt auf der Westseite der Bürgermeisterstraße in einer Ecksituation an der Einmündung Scharrenstraße. Südlich grenzt das gleichfalls denkmalgeschützte Haus Bürgermeisterstraße 3 an.

## Architektur und Geschichte
Das dreigeschossige Wohn- und Geschäftshaus wurde in den Jahren 1904/05 von Hermann Leißling und Paul Friedrich an der Stelle der zuvor abgerissenen Alten Wache errichtet. Es ist im Stil eines historisierenden Jugendstils gestaltet. Die Fassade weist insbesondere Stilelemente der Neorenaissance wie Volutengiebel auf. Darüber hinaus bestehen Ecklogien mit toskanischen Säulen und profilierte Gewände aus Haustein.
Im örtlichen Denkmalverzeichnis ist das Wohn- und Geschäftshaus unter der Erfassungsnummer 094 35868 als Baudenkmal verzeichnet.